# Heil dir, Hannover
Heil dir, Hannover (en inglés: Hail to thee, Hanover), fue el himno nacional del Electorado de Brunswick-Luneburgo y, posteriormente, del Reino de Hannover, adoptado a principios del siglo XVIII. Al igual que otros muchos gobernantes en los siglos XVII y XVIII, Jorge I de Hannover y Gran Bretaña le dio instrucciones a George Handel para crear un himno. La melodía de Handel siguió siendo el himno del Reino Unido de Gran Bretaña e Irlanda después del fin de la unión personal en 1837. También muchos otros estados alemanes hicieron de esta melodía su himno. Por ejemplo, se usó en el Gran Ducado de Oldenburg y en los Reinos de Baviera y Prusia. Después de 1871, se convirtió en el himno no oficial del Imperio alemán con las letras Heil dir im Siegerkranz. El último sacro emperador romano, Francisco II, quedó muy impresionado con el tema de Handel y dio instrucciones a su músico de la Corte, Haydn, para que creara el Kaiserhymne, que se convirtió en su himno imperial y que continuó siendo utilizado en el nuevo Imperio austríaco después de la disolución del sacro imperio germánico.
La letra del himno de Hannover contiene tres versos, y el primero se canta en diferentes variaciones.

## Letra
| Heil dir, Hannover | Heil dir, Hannover | Heil dir, Hannover |
| Verso              | Alemán | Inglés |
| ------------------ | --- | --- |
| 1.                 | Heil Dir Hannover, heil!, Freude werd' Dir zuteil, Freude stets mehr. Jauchze, Du Engelschor, Dringe zu Gottes Ohr! Mit Deinem Freudenchor: Gebt Gott die Ehr'!          | Hail to thee Hanover, hail! Unto thee, joy bestowed, Joy evermore. Cry out, You angelic choir, Penetrate to God's ear! With your joyous chorus: Unto God all honor!      |
| 2.                 | Gott gab den Freudentag, Was tief verborgen lag, Kam nun ans Licht. Zage nicht, Erdensohn, Wenn schwarz die Wolken droh'n, Gott hälz auf seinem Thron Waag' und Gewicht. | God gave the joyous day What lay hidden deep Now comes to the light Be dismayed not, son of earth If the black clouds threaten God on his throne has Balance and weight. |
| 3.                 | Er führt alles aus, Schützt unser Welfenhaus mit mächt'gem Arm. Eintracht ist Gottes Band: König und Vaterland Reichen sich Herz und Hand Heilig und warm.               | All deeds He performs Protects our Guelph house With a mighty arm Concord of God's band King and Fatherland Submit themselves heart and hand Holy and warm.              |

- Datos: Q16983744